# Рафаело (Модена)
Рафаело је насеље у Италији у округу Модена, региону Емилија-Ромања.
Према процени из 2011. у насељу је живело 36 становника. Насеље се налази на надморској висини од 481 м.